# 도모세
도모세(1992년 9월 3일 ~ )는 대한민국의 배우이자 엔터테인먼트 대표이다.
- 협성고등학교

## 출연 작품

### 영화
- 《사춘기 여동생》 (2018년) - 영철역
- 《엄마의연애》 (2018년)
- 《내형의 여자친구》 (2018년)
- 《정사 : 어린새엄마》 (2018년)
- 《공즉시색2》 (2017년)
- 《동거 : 친구의 여자친구》 (2017년)
- 《신입사원》 (2017년)
- 《엄마의 직업》 (2017년) - 민석 역
- 《누나 친구 2》 (2017년) - 상우 역
- 《내 친구의 남편》 (2016년)
- 《MT의 목적》 (2016년)
- 《내 여자의 엄마》 (2016년) - 석영오 역
- 《음란과외》 (2016년)
- 《썸, 은밀한 이야기》 (2016년)
- 《맛 2016: 삼시색기》 (2016년) - 떡배 역
- 《잠 못 이루는 섹스 2》 (2016년)
- 《어린 형수》 (2016년) - 병수 역
- 《젊은엄마: 디 오리지널》 (2016년)
- 《동호회의 목적》 (2016년) - 선베 역
- 《타부: 새누나》 (2016년) - 미스터김 역
- 《엄딸》 (2016년) - 기하 역
- 《라면 먹고 갈래?》 (2016년) - 대만 역
- 《폭풍정사》 (2015년) - 김석호 역
- 《암살》 (2015년)[2]
- 《스물》 (2015년)

## 수상
- 2009년 전국성경고사대회 2등
- 2011년 전국성경고사대회 2등